# Åke Munthe
Helge Åke Rudolf W:son Munthe, född 7 augusti 1859 i Jönköping, död 29 januari 1933 i Danderyd, var en svensk filolog och rektor vid Frans Schartaus handelsinstitut. Han utgav en mängd böcker och uppsatser om spanska språket. Han var bror till Ludvig Munthe, far till Alf Munthe och svärfar till Carl Malmsten.
Efter studier i Uppsala, Madrid och Paris blev Munthe 1887 filosofie doktor på avhandlingen Folkmålet i Västra Asturien och docent i spanska och portugisiska. Åren 1890–1925 var han rektor för Schartaus handelsinstitut i Stockholm. Bland Munthes filologiska arbeten märks Folkpoesi från Asturien (1889), Kortfattad spansk språklära (3:e upplagan, 1929) och ett flertal tidskriftsartiklar bland annat i Studier i modern språkvetenskap, som utgavs av Nyfilologiska sällskapet, där Munthe var en av grundarna. Munther publicerade även artiklar om svensk ordforskning i Språk och stil och Nysvenska studier. Även i kommersiella och nationalekonomiska frågor publicerade Munthe artiklar.
Åke Munthe är begravd på Norra begravningsplatsen utanför Stockholm.